# Ani Boga, ani pana
Ani Boga, ani pana – hasło anarchistyczne i robotnicze. Jest powszechnie używane przez anarchistów w Anglii od końca XIX wieku. Fraza wywodzi się z francuskiego sloganu „Ni dieu ni maître! (dosłownie „Ani Boga, ani Mistrza”) ukutego przez socjalistę Louisa Auguste’a Blanqui’ego. W powieści Josepha Conrada Tajny Agent, opublikowanej po raz pierwszy w 1907 roku, postać Profesora mówi: „Dewizą moją jest: ani Boga, ani pana”.

## Użycie
Jego pierwsze zastosowanie można przypisać francuskiemu czasopismu Ni Dieu ni maître, opublikowanemu w 1880 roku przez Auguste’a Blanqui. Francuska fraza pojawia się dwukrotnie w utworze Friedricha Nietzschego Poza dobrem i złem z 1886 roku.

### Feminizm

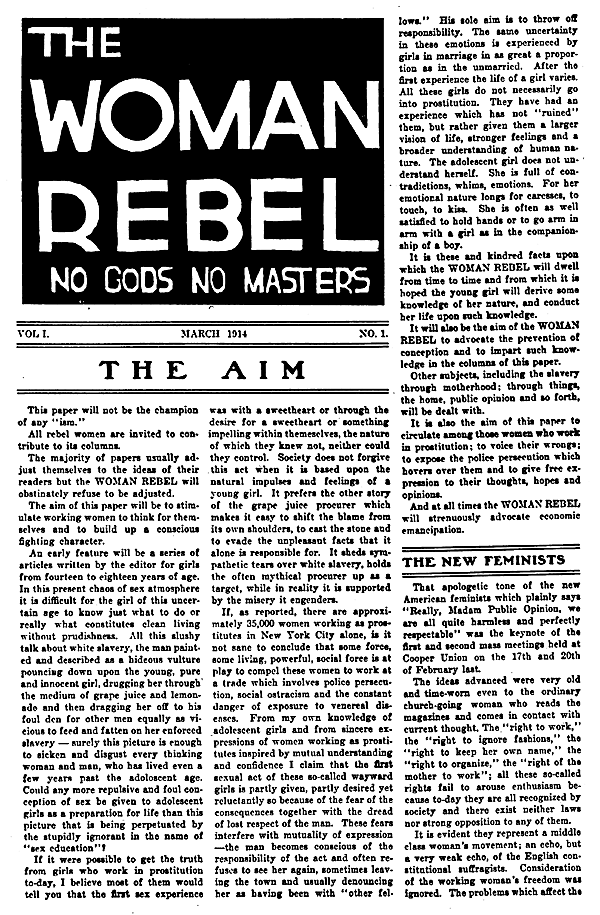
feministyczna broszura Margaret Sanger używała hasła jako podtytułu w 1914 r.

W 1914 roku Margaret Sanger dała początek The Woman Rebel, ośmiostronicowemu comiesięcznemu biuletynowi promującemu antykoncepcję pod tytułem No Gods, No Masters. Sanger nalegała, aby każda kobieta była rozporządzicielką własnego ciała.

### Współczesność
Dziś hasło to znajduje zastosowanie w polityce anarchistycznej. Przykładowo antologia pisarzy anarchistycznych została zebrana pod tytułem „No Gods, No Masters: An Anthology of Anarchism”.
Hasło to znalazło również zastosowanie w kulturach muzycznych, w dużej mierze związanych z ruchem punkowym. Po raz pierwszy został użyty we francuskim chanson przez anarchistycznego poetę i wokalistę Léo Ferré, który napisał piosenkę „Ni Dieu ni maître” w 1965 roku.